# Meigné
Meigné est une ancienne commune française située dans le département de Maine-et-Loire, en région Pays de la Loire. Depuis le 30 décembre 2016, la commune forme avec Brigné, de Concourson-sur-Layon, de Doué-la-Fontaine, de Forges, de Montfort, de Saint-Georges-sur-Layon et des Verchers-sur-Layon, la commune nouvelle de Doué-en-Anjou.

## Géographie
Commune angevine du Saumurois, Meigné se situe au nord-est de Forges, sur la route D 177, entre Rou-Marson et Dénezé sous Doué.

## Histoire
La première mention du toponyme Meigné date d'autour de l'an mil quand son église est concernée par une transaction entre le comte Foulques III Nerra, un de ses vassaux nommé Drogo et l'abbaye Saint-Florent de Saumur.

## Politique et administration

### Administration municipale

#### Administration actuelle
Depuis le 30 décembre 2016 Meigné constitue une commune déléguée au sein de la commune nouvelle de Doué-en-Anjou et dispose d'un maire délégué.
| Période                                  | Période  | Identité          | Étiquette | Qualité |
| ---------------------------------------- | -------- | ----------------- | --------- | ------- |
| janvier 2017                             | mai 2020 | Jean-Marie Poiron |           |         |
| mai 2020                                 | en cours | David Ligonniere  |           |         |
| Les données manquantes sont à compléter. |          |                   |           |         |

#### Administration ancienne
| Période                                  | Période       | Identité          | Étiquette | Qualité |
| ---------------------------------------- | ------------- | ----------------- | --------- | ------- |
| 1983                                     | ?             | Gérard Rochais    |           |         |
| mars 2008                                | décembre 2016 | Jean-Marie Poiron |           |         |
| Les données manquantes sont à compléter. |               |                   |           |         |

### Ancienne situation administrative
La commune était membre de la communauté de communes de la région de Doué-la-Fontaine, elle-même membre du syndicat mixte Pays Saumurois.

## Population et société

### Évolution démographique
L'évolution du nombre d'habitants est connue à travers les recensements de la population effectués dans la commune depuis 1793. À partir du 1er janvier 2009, les populations légales des communes sont publiées annuellement dans le cadre d'un recensement qui repose désormais sur une collecte d'information annuelle, concernant successivement tous les territoires communaux au cours d'une période de cinq ans. 
Pour les communes de moins de 10 000 habitants, une enquête de recensement portant sur toute la population est réalisée tous les cinq ans, les populations légales des années intermédiaires étant quant à elles estimées par interpolation ou extrapolation. Pour la commune, le premier recensement exhaustif entrant dans le cadre du nouveau dispositif a été réalisé en 2006,.
En 2014, la commune comptait 375 habitants, en évolution de +8,07 % par rapport à 2009 (Maine-et-Loire : +3,3 %, France hors Mayotte : +2,49 %).
| 1793 | 1800 | 1806 | 1821 | 1831 | 1836 | 1841 | 1846 | 1851 |
| ---- | ---- | ---- | ---- | ---- | ---- | ---- | ---- | ---- |
| 180  | 215  | 226  | 244  | 275  | 255  | 283  | 262  | 252  |

| 1856 | 1861 | 1866 | 1872 | 1876 | 1881 | 1886 | 1891 | 1896 |
| ---- | ---- | ---- | ---- | ---- | ---- | ---- | ---- | ---- |
| 257  | 251  | 282  | 280  | 282  | 289  | 288  | 267  | 269  |

| 1901 | 1906 | 1911 | 1921 | 1926 | 1931 | 1936 | 1946 | 1954 |
| ---- | ---- | ---- | ---- | ---- | ---- | ---- | ---- | ---- |
| 290  | 302  | 291  | 253  | 244  | 262  | 251  | 125  | 230  |

| 1962 | 1968 | 1975 | 1982 | 1990 | 1999 | 2006 | 2011 | 2014 |
| ---- | ---- | ---- | ---- | ---- | ---- | ---- | ---- | ---- |
| 247  | 309  | 219  | 217  | 303  | 314  | 322  | 362  | 375  |

### Pyramide des âges
La population de la commune est relativement jeune. Le taux de personnes d'un âge supérieur à 60 ans (15,9 %) est en effet inférieur au taux national (21,8 %) et au taux départemental (21,4 %).
Contrairement aux répartitions nationale et départementale, la population masculine de la commune est supérieure à la population féminine (50,7 % contre 48,7 % au niveau national et 48,9 % au niveau départemental).
La répartition de la population de la commune par tranches d'âge est, en 2008, la suivante :
- 50,7 % d’hommes (0 à 14 ans = 26,9 %, 15 à 29 ans = 20,6 %, 30 à 44 ans = 18,5 %, 45 à 59 ans = 18,5 %, plus de 60 ans = 15,4 %) ;
- 49,3 % de femmes (0 à 14 ans = 19,9 %, 15 à 29 ans = 26,2 %, 30 à 44 ans = 19,1 %, 45 à 59 ans = 18,4 %, plus de 60 ans = 16,4 %).

| Hommes | Classe d’âge | Femmes |
| ------ | ------------ | ------ |
| 0,0    | 90 ans ou +  | 1,3    |
| 3,1    | 75 à 89 ans  | 4,4    |
| 12,3   | 60 à 74 ans  | 10,7   |
| 18,5   | 45 à 59 ans  | 18,4   |
| 18,5   | 30 à 44 ans  | 19,1   |
| 20,6   | 15 à 29 ans  | 26,2   |
| 26,9   | 0 à 14 ans   | 19,9   |

| Hommes | Classe d’âge | Femmes |
| ------ | ------------ | ------ |
| 0,4    | 90 ans ou +  | 1,1    |
| 6,3    | 75 à 89 ans  | 9,5    |
| 12,1   | 60 à 74 ans  | 13,1   |
| 20,0   | 45 à 59 ans  | 19,4   |
| 20,3   | 30 à 44 ans  | 19,3   |
| 20,2   | 15 à 29 ans  | 18,9   |
| 20,7   | 0 à 14 ans   | 18,7   |

## Économie
Sur 31 établissements présents sur la commune à fin 2010, 71 % relevaient du secteur de l'agriculture (pour une moyenne de 17 % sur le département), 7 % du secteur de l'industrie, aucun du secteur de la construction, 13 % de celui du commerce et des services et 10 % du secteur de l'administration et de la santé.

## Lieux et monuments
- Église Saint-Pierre.